# Julio César Rodríguez López
Julio César Rodríguez López (Mieres, 7 dicembre 1995) è un calciatore spagnolo, difensore del Real Avilés.

## Carriera

### Club
Ha giocato nella massima serie dei campionati croato, rumeno e bulgaro.

### Nazionale
Ha giocato nelle nazionali giovanili spagnole Under-18 ed Under-19.

## Statistiche

### Presenze e reti nei club
Statistiche aggiornate al 5 novembre 2022.
| Stagione                | Squadra                 | Campionato              | Campionato | Campionato | Coppe nazionali | Coppe nazionali | Coppe nazionali | Coppe continentali | Coppe continentali | Coppe continentali | Altre coppe | Altre coppe | Altre coppe | Totale | Totale |
| Stagione                | Squadra                 | Comp                    | Pres       | Reti       | Comp            | Pres            | Reti            | Comp               | Pres               | Reti               | Comp        | Pres        | Reti        | Pres   | Reti   |
| ----------------------- | ----------------------- | ----------------------- | ---------- | ---------- | --------------- | --------------- | --------------- | ------------------ | ------------------ | ------------------ | ----------- | ----------- | ----------- | ------ | ------ |
| 2012-2013               | Sporting Gijón B        | SDB                     | 30         | 0          |                 | -               | -               |                    | -                  | -                  |             | -           | -           | 30     | 0      |
| 2013-2014               | Sporting Gijón B        | SDB                     | 20         | 1          |                 | -               | -               |                    | -                  | -                  |             | -           | -           | 20     | 1      |
| 2014-2015               | Sporting Gijón B        | SDB                     | 1          | 0          |                 | -               | -               |                    | -                  | -                  |             | -           | -           | 1      | 0      |
| 2015-2016               | Sporting Gijón B        | SDB                     | 25         | 0          |                 | -               | -               |                    | -                  | -                  |             | -           | -           | 25     | 0      |
| Totale Sporting Gijón B | Totale Sporting Gijón B | Totale Sporting Gijón B | 76         | 1          |                 | -               | -               |                    | -                  | -                  |             | -           | -           | 76     | 1      |
| 2013-2014               | Sporting Gijón          | SD                      | -          | -          | CR              | 1               | 0               |                    | -                  | -                  |             | -           | -           | 1      | 0      |
| 2014-2015               | Sporting Gijón          | SD                      | -          | -          | CR              | 1               | 0               |                    | -                  | -                  |             | -           | -           | 1      | 0      |
| Totale Sporting Gijón   | Totale Sporting Gijón   | Totale Sporting Gijón   | -          | -          |                 | 2               | 0               |                    | -                  | -                  |             | -           | -           | 2      | 0      |
| 2017-2018               | Recreativo Huelva       | SDB                     | 17         | 0          |                 | -               | -               |                    | -                  | -                  |             | -           | -           | 17     | 0      |
| 2018-2019               | Istria 1961             | 1.HNL                   | 22+2       | 1+0        | CC              | 0               | 0               |                    | -                  | -                  |             | -           | -           | 24     | 1      |
| 2019-feb. 2020          | Voluntari               | L1                      | 7          | 0          | CR              | 2               | 0               |                    | -                  | -                  |             | -           | -           | 9      | 0      |
| feb.-giu. 2020          | Carsko Selo             | 1L                      | 4+4        | 0          | CB              | -               | -               |                    | -                  | -                  |             | -           | -           | 7      | 0      |
| ago.-set. 2020          | Carsko Selo             | 1L                      | 6          | 0          | CB              | -               | -               |                    | -                  | -                  |             | -           | -           | 6      | 0      |
| Totale Carsko Selo      | Totale Carsko Selo      | Totale Carsko Selo      | 10+4       | 0          |                 | -               | -               |                    | -                  | -                  |             | -           | -           | 14     | 0      |
| ott. 2020-2021          | Wisła Płock             | EK                      | 1          | 0          | CP              | 0               | 0               |                    | -                  | -                  |             | -           | -           | 1      | 0      |
| 2021-2022               | Podbeskidzie            | 1L                      | 30         | 2          | CP              | 0               | 0               |                    | -                  | -                  |             | -           | -           | 30     | 2      |
| 2022-2023               | Podbeskidzie            | 1L                      | 15         | 1          | CP              | 0               | 0               |                    | -                  | -                  |             | -           | -           | 15     | 1      |
| Totale Podbeskidzie     | Totale Podbeskidzie     | Totale Podbeskidzie     | 45         | 3          |                 | 0               | 0               |                    | -                  | -                  |             | -           | -           | 45     | 3      |
| Totale carriera         | Totale carriera         | Totale carriera         | 184        | 5          |                 | 4               | 0               |                    | -                  | -                  |             | -           | -           | 188    | 5      |